# Basidsch

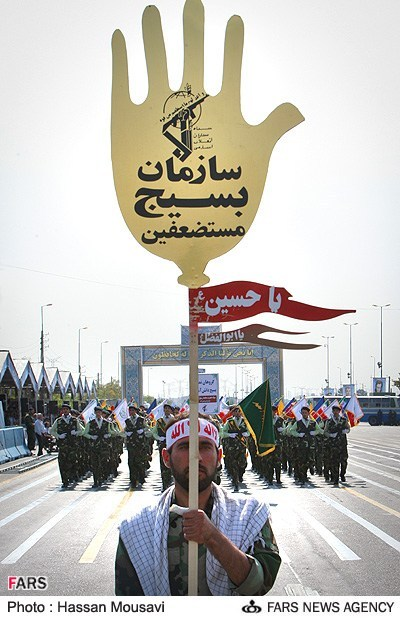
Basidsch-Einheit bei der Parade der heiligen Verteidigungswoche 2011

Basidsch, mit vollem Namen Sāzemān-e Basidsch-e Mostazʿafin (persisch سازمان بسيج مستضعفين, DMG Sāzemān-e Basīǧ-e Mostażʿafīn, ‚Organisation der Mobilisierung der Unterdrückten‘), international auch Basij, ist eine von der Islamischen Republik Iran geschaffene Miliz, die sich aus Freiwilligen rekrutiert, die Regierung unterstützt und von dieser zur Kontrolle der iranischen Gesellschaft eingesetzt wird. Ein Angehöriger dieser Miliz wird als Basidschi bezeichnet (deutscher Plural: Basidschis). Am 26. November 1979 durch einen Erlass von Ruhollah Chomeini gegründet, ist die Basidsch-Miliz organisatorisch eine Abteilung der Islamischen Revolutionsgarde. Im Ersten Golfkrieg gegen den Irak (1980–1988) fanden zehntausende Basidschis in teils jugendlichem Alter bei Menschenwelle-Angriffen und als menschliche Minenräumer auf dem Schlachtfeld den Tod. Nach dem Ende des Krieges erhielt die Miliz den Auftrag, das Prinzip des Gebieten des Rechten und Verbieten des Verwerflichen umzusetzen. Damit wurde sie zu einem entscheidenden Bestandteil der Strategie des iranischen Regimes zur Schaffung einer „frommen Gesellschaft“. Seither hilft die Basidsch-Miliz der Führung des Landes dabei, die politische Kontrolle aufrechtzuerhalten, indem sie Iraner indoktriniert, die Gesellschaft überwacht und Dissidenten unterdrückt. Sie wird auch genutzt, um eine strenge Kontrolle über Seminarstudenten (ṭollāb) auszuüben und  dissidente Geistliche zum Schweigen zu bringen.

## Zielsetzung
Das Ziel der Basidsch-Miliz ist die Abwehr interner und externer Gefahren für die Islamische Republik Iran. Zunächst war sie zur Verteidigung der innenpolitischen Sicherheit gegründet worden, sie sollte aus Milizionären bestehen und eine bewaffnete Streitkraft für das Regime darstellen. Im Nahen Osten gibt es in einer Reihe Länder neben einem nationalen Militär zur Abwehr äußerer Bedrohungen eine ideologische Armee zur Verteidigung des Regierungssystems vor inneren Gefahren. Mit Ausbruch des Ersten Golfkriegs wurde sie dann neu darauf ausgerichtet, der äußeren Gefahr für das Land zu begegnen.
Nach dem Krieg wandte sie sich wieder der Abwehr interner Gefahren für das Regime zu. Zu diesem Zweck ist sie heute mit allen Teilen der Zivilgesellschaft verbunden und dient häufig dazu, diese im Sinne des Regimes zu steuern. In einem Artikel, der 1995 in dem Forschungsjournal der Basidsch-Organisation veröffentlicht wurde, wird die „kulturelle Invasion“ (tahāǧom-e farhangī) des Westens als das eigentliche Problem präsentiert, mit dem sich die Organisation auseinanderzusetzen habe. Der Autor des Artikels, Mohammad Hosayn Jamshidi, identifizierte Liberalismus, Humanismus, Rationalismus, Szientismus, Säkularismus, Materialismus, Naturalismus, Individualismus und Utilitarismus als diejenigen Ideologien und Prinzipien, die den Islam in Iran bedrohen und denen sich die Basidsch-Organisation entgegenzustellen habe.
Ein Artikel, der 2020 zum 41. Jahrestag der Basidsch-Organisation auf der Website der staatlichen IRIB-Nachrichtenagentur veröffentlicht wurde, nannte folgende Punkte als Ziele der Organisation:
- Erfüllung des Auftrags von Ruhollah Chomeini zur Bildung von Keimzellen der Hezbollah,
- Schaffung der notwendigen Verteidigungsfähigkeiten und -ausrüstungen bei den Volksangehörigen, um das Land zu verteidigen,
- Schaffung der notwendigen Kampffähigkeiten bei Kräften, die in der Lage sind, an klassischen und großen Operationen teilzunehmen,
- Schaffung der notwendigen Fähigkeiten bei den Volksangehörigen, um bei Katastrophen und unvorhergesehenen Ereignissen rechtzeitig helfen zu können,
- Unterstützung der Regierung in Bauangelegenheiten.[10]

## Rolle während des Ersten Golfkriegs
Während des Ersten Golfkriegs diente die Basidsch-Miliz aufgrund ihrer nur begrenzt für den Kampf geeigneten Mitglieder als informelle Hilfstruppe der Revolutionsgarden. Ihre Bedeutung gerade in den ersten Jahren des Krieges war hoch, da ihre schnelle Mobilisierung und ihr kurzes Training eine baldige Verfügbarkeit auf dem Schlachtfeld bedeuteten. Aus diesem Umstand ergaben sich auch ihre hohen Opferzahlen und ihr heutiger Symbolismus.

### Rekrutierung und Training

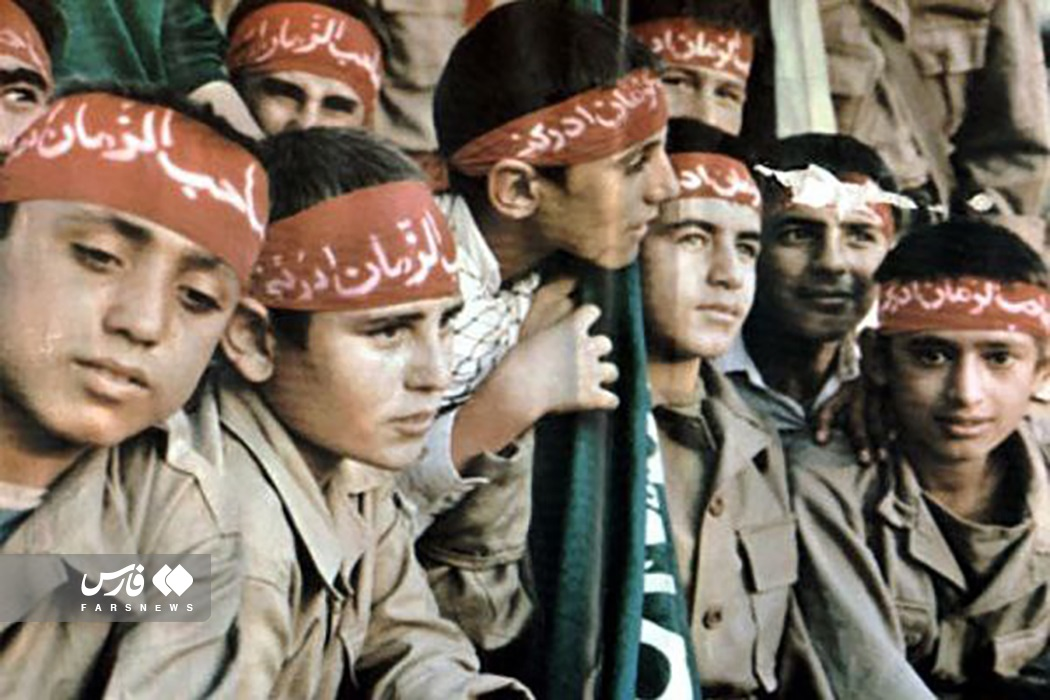
Basidsch-Kindersoldaten in den 1980er Jahren

Während die Revolutionsgarde sowohl Wehrpflichtige als auch Freiwillige aufnahm, war die oder der Basidsch eine Freiwilligenorganisation, die die Mehrheit ihrer Mitglieder aus Menschen rekrutierte, die zu jung oder zum Teil auch zu alt waren, um in der Revolutionsgarde oder den regulären Streitkräften zu dienen. Jungen wurden im Alter von zwölf Jahren dazu ermuntert, sich den Basidsch anzuschließen. Die Basidsch rekrutierte aber nicht nur Schüler, sondern jegliche Freiwillige, die die Kriterien der Revolutionsgarden nicht erfüllten, also beispielsweise auch Analphabeten und Rentner. Die Dienstzeit betrug drei Monate. Iranische Geistliche, die als Propagandisten arbeiteten, leiteten die Rekrutierungsbemühungen der Revolutionsgarde und der Basidsch.
Freiwillige erhielten zwei Wochen lang eine militärische Grundausbildung und wurden dann für ein oder zwei Monate an die Front geschickt. Ab 1985 wurde die Ausbildungszeit auf drei Wochen verlängert, um die Überlebenschancen der Rekruten zu erhöhen. An der Front wurden sie von einem Imam betreut und religiös weitergebildet.
Als Unterorganisation für weibliche Mitglieder gründete die Basidsch 1981 die „Hilfsmobilisierung der Schwestern“ (Moʿāwanat-e basīǧ-e ḫāharān). Zu Beginn des Krieges nahmen die weiblichen Basidsch nur eine unterstützende Rolle ein, indem sie Veteranen und den Hinterbliebenen von Märtyrern halfen, Kriegsgefangene versorgten und als Krankenschwestern dienten. Als im Laufe des Krieges die Zahl männlicher Rekruten zurückging, wurden aber auch Frauen, die der Basidsch angehörten, militärisch ausgebildet.

### Einsatz auf dem Schlachtfeld
Basidschis kamen erstmals gezielt 1982 bei der iranischen Gegenoffensive zum Einsatz. Basidsch-Freiwillige gehörten zu den Hauptteilnehmern an Massenangriffen der Infanterie. Bei Bodenangriffen rückten Basidsch-Truppen zusammen mit Revolutionsgarden durch das irakische Marschland überstürzt auf gut befestigte irakische Verteidigungsanlagen vor. Nach Angaben der iranischen Führung wuchsen die Basidsch-Einheiten bis 1986 auf drei Millionen Freiwillige an, von denen rund 600.000 an der Front stationiert waren.

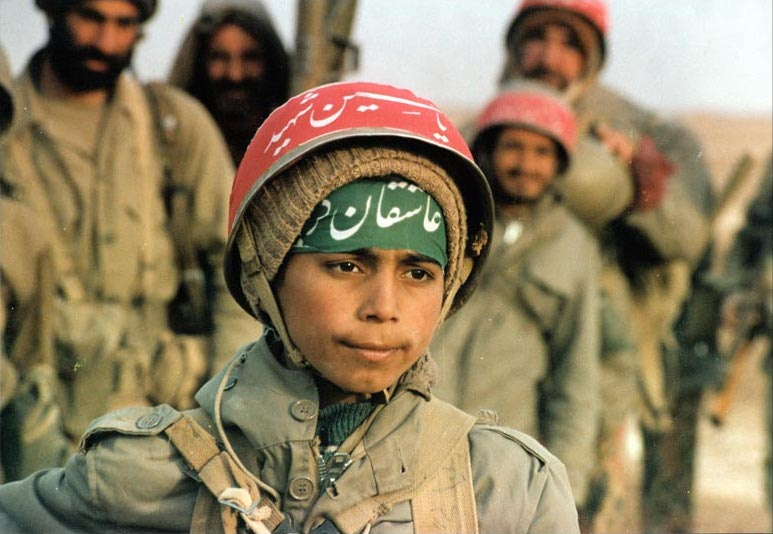
Iranischer Kindersoldat im Ersten Golfkrieg

Die Basidsch waren berüchtigt dafür, Kindersoldaten, meist Jungen im Alter zwischen zwölf und sechzehn Jahren, auch als Fronttruppen bei Menschenwelle-Angriffen einzusetzen. Bei diesen Operationen dienten sie als Kanonenfutter und mussten unmittelbar in das feindliche Feuer stürmen, meist mit nur wenigen oder gar keinen eigenen Waffen ausgestattet. Die Menschenwelle-Kampftaktik wurde erstmals am 30. September 1982 am Frontabschnitt bei Mandali eingesetzt. Bei der erfolglosen Operation Khaybar 1984, deren Ziel die Eroberung der strategischen Autobahn von Basra nach Bagdad war, starteten Zehntausende Basidschis, unterstützt von Bataillonen der Revolutionsgarde, nacheinander Angriffe mit Menschenwellen in den irakischen Hawizeh-Sümpfen. Um die 20.000 Kämpfer kamen dabei ums Leben. Bei der ein Jahr später gestarteten Operation Badr, die das gleiche Ziel hatte und ebenfalls erfolglos war, fielen noch einmal zahlreiche Kämpfer aus den Reihen der Basidsch.
Taktiken wie diese begrenzten die Zusammenarbeit zwischen Basidsch und Revolutionsgarden auf der einen und der regulären Armee auf der anderen Seite, da letztere solche Ansätze verabscheute.
Die Aufgabe der Kindersoldaten bestand auch darin, vor den regulären Truppen und Panzern als eine Art lebender Minenräumer über das Kampfgebiet zu gehen. Hans-Peter Drögemüller beschreibt arbeitslose Jugendliche aus der Provinz, meist ohne Waffen, mit einer weißen oder roten Stirnbinde mit der Aufschrift Allahu Akbar, die über die Minenfelder gegen die Stellungen der Iraker anrannten. Bahman Nirumand zitiert eine Ausgabe der Zeitung Ettelā'āt aus dem Jahre 1984:

„Früher sah man freiwillige Kinder, vierzehn-, fünfzehn-, sechzehn- und zwanzigjährige wie Knospen auf Wiesenfeldern, die in der Morgendämmerung zur Blüte gelangt waren. Sie gingen über Minenfelder. Ihre Augen sahen nichts, ihre Ohren hörten nichts. Und wenige Augenblicke später sah man Staubwolken aufsteigen. Als sich der Staub wieder gelegt hatte, war nichts mehr von ihnen zu sehen. Dieser Zustand habe sich verbessert, denn vor dem Betreten der Minenfelder hüllen sich die Kinder in Decken ein und rollen auf dem Boden, damit ihre Körperteile nach der Detonation der Minen nicht auseinanderfallen […]“

An die Basidschis wurden Stirnbänder mit religiösen Anrufungen verteilt sowie Plastikschlüssel, die die Pforte zum Paradies aufschließen sollten. Eine halbe Million Plastikschlüssel wurden dafür aus Taiwan importiert. Die Schlüssel, die als Halsketten getragen wurden, sollten die Verbindung zwischen den Jungen, ihrer Tätigkeit an der Front und der göttlichen Belohnung, die sie erwartete, symbolisieren. Den Eltern derjenigen Kinder, die als sogenannte „Märtyrer“ starben, wurden Prämien versprochen.

### Politische Rolle
Die Basidsch-Miliz und die Jungen und jungen Männer, die sich freiwillig gemeldet hatten, um in ihren Reihen zu kämpfen, wurden während des Krieges zum Mittelpunkt der auf Menschenpotential ausgerichteten Strategie der Revolutionsgarde. Nachdem am 7. November 1982 per Parlamentsbeschluss ein Pasdaran-Ministerium gegründet worden war, wurden die Basidsch zu einem vollwertigen Bestandteil des Ministeriums, das in zehn regionale Kommandos und acht zentrale Verwaltungsabteilungen gegliedert wurde. In einem Interview mit Ali Sadrzadeh beschrieb der Pasdar Ahmad seine Sichtweise für den Einsatz militärisch unerfahrener Jugendlicher:

„Die Provinz Chusistan war in Gefahr, ohne deren Erdöl der Iran ein Armenhaus wäre, und damit war auch die Revolution in Gefahr, die von 90 Prozent der Bevölkerung getragen wurde. In so einer Situation kommt einem vieles nebensächlich vor. Den Einsatz der jugendlichen Freiwilligen muss man begrüßen, zumal die Armee damals sehr verunsichert war […] bei den Offensiven im Jahre 1984 mussten wir ein breites Minenfeld durchqueren, und da sind die Freiwilligen ebenso dabeigewesen wie die Pasdaran.“

### Verluste
Ein Jahr vor Ende des Krieges, 1987, lagen die Verluste Irans bei etwa 200.000 Toten und Vermissten. Von diesen stammten fast 40 % von der Basidsch. Ein iranisches Schulbuch aus dem Jahre 2004 für die Stufe 10 beziffert 36.000 Schuljungen, die im Krieg starben. Von den etwa 100.000 weiblichen Basidschis, die im Krieg kämpften, starben 7.000 im Kampf.

## Entwicklungen nach dem Ende des Krieges

### Übertragung neuer Aufgaben: Die Basidsch wird zur Moralpolizei
Schon 1986 verabschiedete das islamische Parlament 1986 ein Gesetz, das die Basidsch dazu aufforderte, mit anderen Komitees im Kampf gegen Drogendealer, Schmuggler und andere Kriminelle zusammenzuarbeiten. Nach dem Ende des Krieges und der Rückkehr der Basidschis von der Kriegsfront setzte das Regime ihre Mitglieder als Moralpolizei anstelle der Revolutionskomitees ein, die 1991 mit der städtischen Polizei und der ländlichen Gendarmerie zusammengelegt wurden. Damit erhielt die Basidsch-Miliz die Hauptverantwortung für die Durchsetzung und Kontrolle des Moralkodexes in Iran. Ali Chamenei befahl den Basidsch, sich an dem neuen „Krieg“ gegen den Westen zu beteiligen, um die islamischen Normen aufrechtzuerhalten und sicherzustellen, dass die islamische Ethik in der gesamten Gesellschaft verbreitet wird.
Auf Befehl des Obersten Führers wurde ein „Büro für die Wiederbelebung des Gebietens des Rechtens und Verbieten des Verwerflichen“ (Setād-e eḥyāʾ-e amr be-maʿrūf wa-nahy az monkar) eingerichtet und Ayatollah Ahmad Dschannati, einer der konservativsten Mitglieder des schiitischen Klerus, zu seinem Leiter ernannt. Gemäß seiner Satzung sollte dieses Büro völlig unabhängig von der Exekutive, dem Parlament und der Judikative des Landes sein und sich auf die Basidsch als Hauptinstrumente zur Durchsetzung islamischer Normen in der Gesellschaft stützen. Um diesen Auftrag zu erfüllen, ernannte die Basidsch einen neuen Stellvertreter und gründete eine Spezialeinheit, die „Sayed-al-Shohada-Garnison“ (Qarārgāh-e Saiyed aš-šohadāʾ) mit Standort in Teheran für Rekrutierung, Organisation und Einsatz der Basidschis. Als eine erste Maßnahme führten die Basidsch zwischen 1991 und 1992 eine Reihe von Studien über die Existenz und das Ausmaß der „kulturellen Invasion“ in der iranischen Gesellschaft durch und organisierten mehrere Konferenzen, die darauf abzielten, Wege zu ihrer Bekämpfung zu finden.

### Das „Gesetz zum gerichtlichen Schutz der Basidsch“ von 1992
Damit die Basidsch-Miliz bei der Durchsetzung islamischer Normen und bei Konfrontationen mit iranischen Bürgern eine gesetzliche Grundlage hatte, verabschiedete das iranische Parlament 1992 auf Geheiß von Ayatollah Chamenei ein neues Gesetz, das „Gesetz zum gerichtlichen Schutz der Basidsch“. Dieses machte Basidsch-Milizionären möglich, als Justizbeamte zusammen mit der Polizei für die Durchsetzung von Recht und Ordnung zu sorgen. Dies war eine Neuerung, denn 1987, als Ayatollah Chomeini noch lebte, hatte die Justiz den Einsatz von Basidschis als Justizbeamte noch abgelehnt. Das neue Gesetz sah vor, dass Basidschis wie andere Justizbeamte die Erlaubnis erhielten, „notwendige Maßnahmen zu ergreifen, wenn ein Verbrechen beobachtet wird und die Polizei abwesend ist oder wenn die Polizei nicht schnell genug reagiert, oder wenn die Polizei um Hilfe bittet“. In solchen Situationen sollten die Basidschis das Verschwinden der Beweise und die Flucht des Delinquenten verhindern und einen Bericht erstellen und an die Justizbehörden senden.
Nach der Verabschiedung dieses Gesetzes beteiligten sich die Basidsch noch stärker an der Durchsetzung islamischer Moralvorstellungen und eröffneten zahlreiche Exekutivzentren für die Umsetzung des Gebietens des Rechtens in Städten in ganz Iran. Darüber hinaus begannen die Basidsch, ihre aktiven Mitglieder in „Hisbollah-Zellen“ in jeder Basidsch-Basis zu organisieren. Diese Zellen, die normalerweise aus neun Mitgliedern bestanden, waren für die Durchsetzung der islamischen Normen in den einzelnen Vierteln zuständig.

### Einsätze gegen ausländisches Satellitenfernsehen

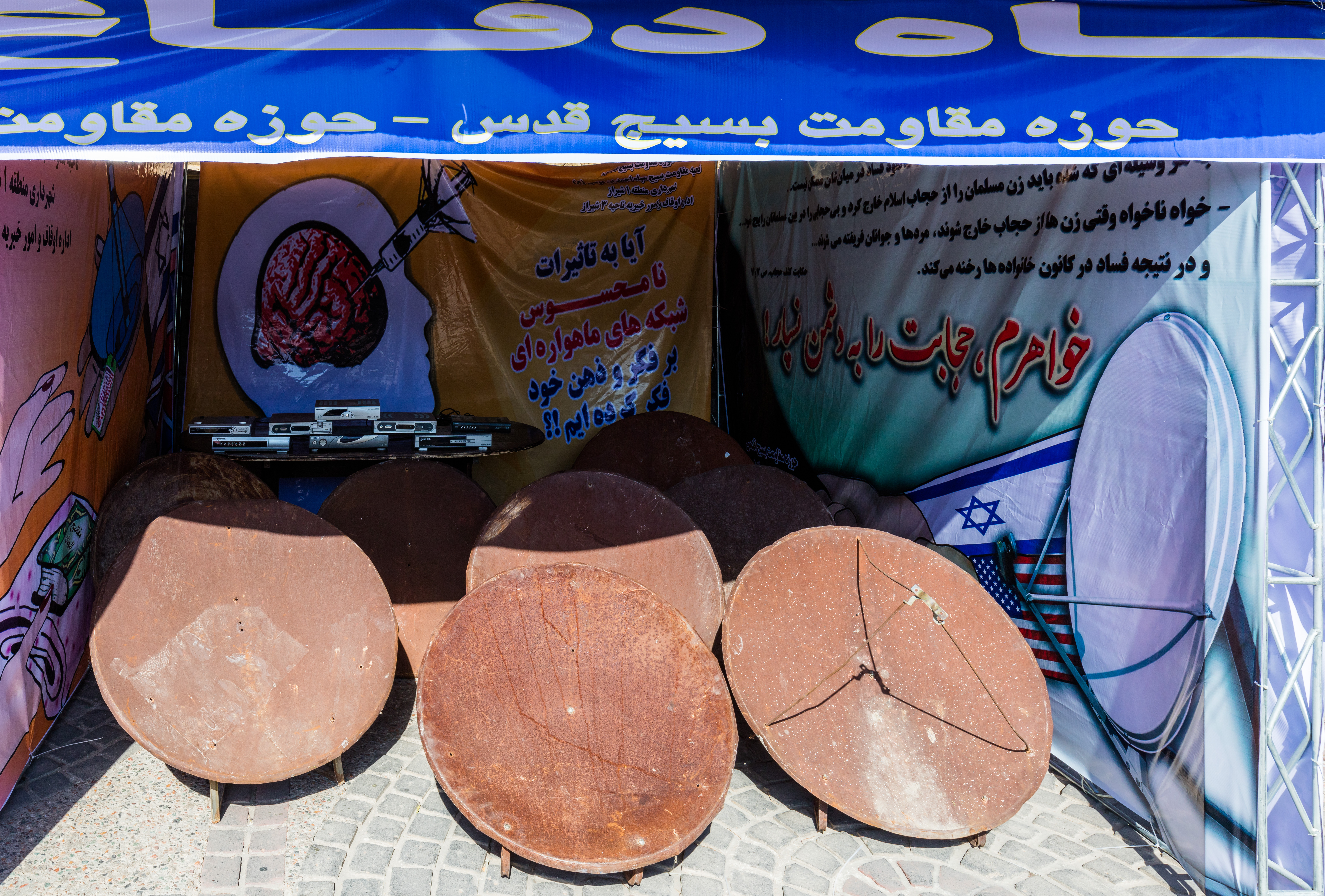
Von der Basidsch eingesammelte Satellitenschüsseln in Schiras

Die Beteiligung der Basidsch an der moralischen Kontrolle der Gesellschaft nahm weiter zu, nachdem das islamische Parlament im September 1994 ein neues Gesetz verabschiedete, das ihnen die Verantwortung für die Beschlagnahmung von Satellitenschüsseln auferlegte. Mit diesem Gesetz verbot das Parlament jegliche Einfuhr, Herstellung und Verwendung von Satellitenschüsseln und wies das Innenministerium an, auf Basidschi-Mitglieder zurückzugreifen, um Satellitenschüsseln und Antennen so schnell wie möglich einzusammeln und zu zerstören. Auch später kam die Miliz erneut auf diesem Feld zum Einsatz. Im Juli 2016 warnte der Basidsch-General Mohammed Resa Nagdi Basidsch die Bürger vor dem „subversiven“ Einfluss ausländischer Satellitensender auf die „Moral und Kultur der Gesellschaft“. Die Nutzung habe „eine Zunahme der Scheidungen, Drogenabhängigkeit und Unsicherheit“ zur Folge. Es wurden daraufhin in Razzien 100.000 illegal montierte Satellitenschüsseln zerstört.

### Gründung der klerikalen Basidsch-Organisation

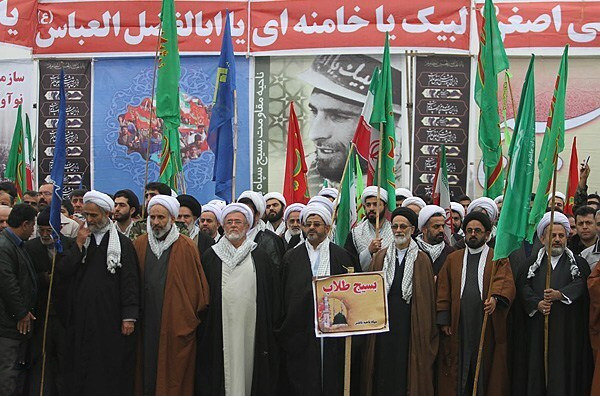
Mitglieder der klerikalen Basidsch-Organisation bei einer Parade

Zur Kontrolle des schiitischen Klerus wurde eine klerikale Basidsch-Organisation, die „Organisation der Mobilisierung der Seminaristen und Geistlichen“ (Sāzemān-e Basīǧ-e ṭollāb wa-Rūḥaniyūn), geschaffen. Das Konzept dieser Organisation wurde schon von Ayatollah Khomeini entwickelt. Er sagte im November 1988 anlässlich der Basidsch-Woche in einer Rede über die Rolle und den Zustand der Basidsch: „Eine der unverzichtbarsten Organisationen ist heute die Studenten- und Seminar-Basidsch. Die Theologiestudenten und die Universitätsstudenten sollten ihr Bestes geben, um die Revolution und den Islam in ihren jeweiligen Zentren zu verteidigen. […] Die Kinder der Revolution sollten niemals zulassen, dass die Agenten Amerikas und der Sowjetunion in diese beiden Orte eindringen.“ Die klerikale Basidsch wurde jedoch erst einige Jahre später auf Befehl von Ayatollah Chamenei gegründet. Verantwortlich für die Leitung der klerikalen Basidsch war die Imam-Sadeq-83-Brigade. Sie richtete Büros der klerikalen Basidsch in Ghom und Maschhad ein, wo sich die bedeutendsten schiitischen Seminarschulen Irans befinden. Das erste Büro der Organisation wurde 1995 in der Feyziyeh, der größten Seminarschule der Hawza von Ghom, eingerichtet.

### Unterstützung der Hardliner und Niederschlagung von Protesten
Schon in den 1990er Jahren wurde die Basidsch zur Wahlmanipulation und zur Niederschlagung von Protesten eingesetzt. So weigerten sich 1994 bei Protesten gegen das Regime in Qazvin Einheiten der Revolutionsgarde, in die Menge zu schießen, und waren infolgedessen nicht in der Lage, die Proteste niederzuschlagen. Daraufhin wurden Einheiten der Basidsch eingeflogen, die dem Aufstand ein Ende setzten. Nachdem der Reformerkandidat Mohammad Chatami die Präsidentschaftswahl 1997 gegen den erklärten Willen der Basidsch und der Revolutionsgarden gewonnen hatte, wurde die Basidsch zum maßgeblichen Werkzeug der Hardliner gegen die reformistische Fraktion. Im Juli 1999 breiteten sich Proteste an der Teheraner Universität rasch in andere Städte aus. Sie richteten sich gegen Zensur und waren mit Forderungen nach Demokratie im Allgemeinen verbunden. Erneut wurde die Basidsch eingesetzt, die den Demonstrationen mit Messern und Schlagstöcken ein Ende setzte. Polizei und Revolutionsgarden griffen nicht ein, hunderte wurden verletzt.
In den 2000er Jahren spielte die Basidsch-Organisation eine wichtige Rolle bei den Wahlen. So führte bei den Parlamentswahlen 2004 und den Präsidentschaftswahlen 2005 die umfassende Mobilisierung von Verwandten und Bekannten durch Basidschis zu Siegen der Hardliner, aber auch Wahlfälschung wurde begangen. Von 152 neuen Parlamentsmitgliedern waren 91 ehemalige Revolutionsgarden oder Basidschis gewesen.
Mahmud Ahmadineschad, selbst ein ehemaliges Mitglied der Basidsch, stattete die Basidsch vor seiner Wiederwahl 2009 mit einem höheren Budget aus. Als Oberhaupt des Wahlkomitees wurde ein ranghohes Basidsch-Mitglied eingesetzt. Nach Ahmadineschads umstrittenem Sieg bei der Präsidentschaftswahl 2009, der auf die politische Unterstützung und mutmaßlich auch Wahlfälschung der Basidsch zurückgeführt wird, kam es zu massiven Protesten. Da das Regime Sympathien für die Proteste in den Revolutionsgarden vermutete und sich daher bei der neuerlichen Niederschlagung der Demonstrationen nicht auf diese verlassen wollte, wurde ein weiteres Mal die Basidsch eingesetzt. Auch diese Proteste schlug die Basidsch zwar nieder, ihr brutales Vorgehen führte allerdings zunächst zu einer Eskalation der Situation. Zugleich ließ es das ohnehin begrenzte Vertrauen der Bevölkerung weiter erodieren. Präsident Ahmadineschad erschien zu einigen offiziellen Veranstaltungen in Basidsch-Uniform, und auch andere hohe Politiker erklärten die Basidschis zu nationalen Vorbildern.
Aufgrund der Effektivität der Miliz bei der Niederschlagung der Proteste wurde die Basidsch-Miliz danach umso mehr auf ihre neue Rolle gegen interne Feinde und für das politische System hin gedrillt. Zugleich wurde die Basidsch erneut erheblich ausgebaut. Hatte sie in Teheran beispielsweise 2009 noch sechs Verwaltungsdistrikte, waren es 2010 schon 22. Die Basidschis dienten dem iranischen Regime dabei vor allem zur Unterdrückung der Opposition. Sie werden häufig aufgefordert, oppositionelle Aktivitäten in ihrer Nachbarschaft, am Arbeitsplatz, an Universitäten und in Büros zu melden. Bei den seit September 2022 währenden Protesten in Iran sind sie an der Tötung und Misshandlung von Protestierenden beteiligt.
Im Zusammenhang mit den Sanktionen zum Ausschluss Irans vom internationalen Bankensystem kam es am 29. November 2011 zur Erstürmung der britischen Botschaft in Teheran durch die Basidsch.

### Kontrolle des öffentlichen Raums
Die Basidsch dient auch der Erzeugung eines Konformitätsdrucks im Sinne des Regimes durch Präsenz und Kontrollen. Da sie selbst weder als Militär noch als Polizei gilt, sind ihre Tätigkeiten in diesem Umfeld nicht durch Gesetze gedeckt. Dennoch agiert die Basidsch als eine Art Moralpolizei, indem sie moralische Belehrungen und Kontrollen wegen (vermuteten) illegalen Verhaltens wie z. B. Alkoholkonsums, des Tragens westlicher Kleidung oder Händchenhaltens durchführt. So setzt sie islamische Verhaltensvorstellungen nach den Vorstellungen des politischen Systems durch. Dabei erlaubt ihr die hohe Zahl ihrer Mitglieder, öffentliche Bereiche zu überwachen und zu kontrollieren.
Der Artikel, der 2020 zum Basidsch-Jahrestag auf der IRIB-Website erschien, nennt das Gebieten des Rechten und Verbieten des Verwerflichen als eine der wichtigsten und herausfordernsten Aufgaben der Basidsch. Als Volksstreitmacht habe die Basidsch die Pflicht, sich mit jeglicher Art von Korruption und sozialer Abweichung auseinanderzusetzen.

### Verfolgung von Sufis
Die Basidschis wurden von der Regierung auch gegen die Sufi-Derwische des Gonabadi-Ordens, eines Zweigordens der Niʿmatullāhīya, in Stellung gebracht. Am 13. Februar 2006 setzte die Miliz die neu eröffnete Hoseiniye des Ordens in der Stadt Ghom in Brand. Dabei wurden 1.200 Mitglieder des Sufiordens verletzt und viele festgenommen. Am 10. und 11. Oktober 2007 räumten die Basidschis die Hoseiniye des Ordens in der südwestiranischen Stadt Borudscherd, Provinz Lorestan. Dabei wurden 180 Derwische inhaftiert und viele davon verletzt. Bei der Räumung kamen Molotowcocktails und Bulldozer zum Einsatz. Nach Meinung des Sufi-Meisters Seyed Mostafa Azmayesh ging es darum, die Derwisch-Bewegung auszulöschen. Seit Monaten sei eine Kampagne in Zeitungen und von Predigern in Moscheen im Gange gewesen. Obwohl die Niʿmatullāhīyah zur Schia zählt, wird die Gemeinschaft in Iran als unislamisch verfolgt. Kommentatoren sehen als Grund die Furcht des iranischen Ajatollah-Regimes um seinen Anspruch auf Meinungsführerschaft in der Umma. Die weltoffene Auslegung des Korans durch die Derwische, verbunden mit Tanz und Musik, lässt die Bewegung unter jungen Leuten in Iran zunehmend Anhänger finden. Die Auseinandersetzung zwischen Basidsch und Gonabadi-Derwischen erreichte bei den Derwisch-Protesten am 20. Februar 2018 in Nord-Teheran – auch bekannt als der Golestan-e Haftom-Vorfall – ihren Höhepunkt. Nachdem zwei Basidsch-Mitglieder getötet worden waren, wurden 300 Derwische festgenommen.

## Struktur

### Interne Organisation

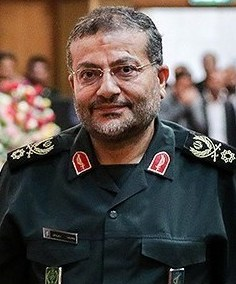
General Gholamreza Soleimani, Kommandeur seit 2019

Die Basidsch ist seit 1990 neben Marine, Luftwaffe, Bodentruppen und den al-Quds-Brigaden einer der fünf Zweige der Revolutionsgarden. Derzeitiger Kommandeur ist Gholamreza Soleimani. Unterhalb der Führungsebene befinden sich 32 Provinzkommandaturen, die einer großen Zahl an lokalen Basidsch-Basen vorstehen. 2013 waren dies etwa 47.000, davon 12.000 für Frauen. Darüber hinaus gibt es zumeist berufsspezifische Suborganisationen. Die Angehörigen der Basidsch gliedern sich in vier verschiedene Statusgruppen oder Ränge:
1. Neumitglieder sind reguläre Mitglieder (basīǧ-e ʿādī), die nur ein grundlegendes ideologisches und kein militärisches Training erhalten. Von ihnen gibt es etwa drei bis vier Millionen.
2. Der nächsthöhere Status sind die aktiven Mitglieder (basīǧ-e faʿʿāl), die ein umfangreicheres Training erhalten und mindestens sechs Stunden pro Woche in Basidsch-Basen anwesend sein müssen. Sie werden häufig bei kulturellen oder Bildungsangelegenheiten eingesetzt, es gibt etwa 800.000 bis eine Million von ihnen.
3. Mit einem Mindestalter von sechzehn Jahren und einem intensiveren Training können aktive Mitglieder zu Kadermitgliedern (basīǧān-e kāder) werden. Diese werden in der Regel in befristeten Verträgen, häufig in Vollzeit, eingestellt und sind das Kernelement der militärischen Einheiten.
4. Den höchsten Status haben die Spezialbasidsch (basīǧān-e wīže), die an einer Militärakademie der Revolutionsgarde ausgebildet werden. Sie bilden die Führungsebene der Basidsch, beispielsweise als Kommandanten von lokalen Basidsch-Basen.[66][65]

Zentralistische Operationsprinzipien und Richtlinien sind kaum vorhanden oder werden nicht durchgesetzt, stattdessen herrscht eine im System verankerte Informalität vor. Infolgedessen sind lokalen Kommandanten große Handlungsfreiheiten gegeben. Dies erhöht die Flexibilität der Basidsch gegenüber örtlichen und zeitlichen Anforderungen, senkt aber zugleich ihre Effektivität aufgrund mangelnder Disziplin und Konformität.

### Unterorganisationen

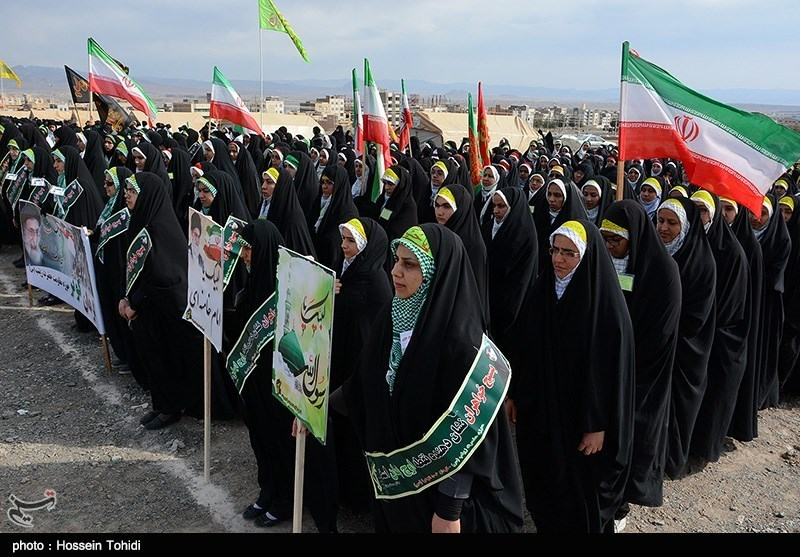
Mitglieder der Basidsch-Unterorganisation für Frauen

Der Artikel, der 2020 zum Basidsch-Jahrestag auf der IRIB-Website erschien, nennt sieben Basidsch-Unterorganisationen: 1. Schüler-Basidsch; 2. Studenten-Basidsch; 3. Basidsch der Mediziner-Vereinigung; 4. Basidsch der Vereinigung der Ingenieure; 5. Professoren-Basidsch; 6. Basidsch der Schwestern und 7. Basidsch der Behörden.
Insgesamt soll es aber über 20 Unterorganisationen geben, die nach Kategorien wie Beschäftigung oder persönlicher Gruppenzugehörigkeit (nomadische Stämme, Frauen) geordnet sind. Jedes Mitglied ist automatisch auch Mitglied der entsprechenden Unterorganisationen, eine Studentin gehört beispielsweise automatisch auch den Abteilungen der Studenten und der Frauen an. Die Suborganisationen dienen der Kanalisierung der jeweiligen Lebensumstände zum Nutzen des Regimes. So ist die Indoktrination in der Frauen-Basidsch verstärkt auf die Rolle der Frau im iranischen Staatsislam und die Gerechtigkeit dieser Rolle ausgerichtet.
Die Professoren-Basidsch (basīǧ-e asātīd), der ungefähr 12.000 Professoren angehören, hat dagegen die Aufgabe, die Universitäten im Sinne des Regimes zu lenken. So arbeiten einige Mitglieder der Professoren-Basidsch mit dem Inlandsgeheimdienst zusammen, um dissidentische und oppositionelle Studenten zu überwachen und teils auch zu exmatrikulieren. Hierdurch wird zudem eine Atmosphäre der Angst geschaffen, so dass Regimekritiker es nicht mehr wagen, ihre Meinung zu äußern. Um die herrschende Rolle der Professoren-Basidsch an den Universitäten zu stärken, kündigte der Staat 2005–2006 mehr als 90 % der Universitätsdekane, da diese der Basidsch negativ gegenübergestanden hatten. Die Professoren-Basidsch erhielt 2009 auch den Auftrag, die Lehrpläne der geisteswissenschaftlichen und sozialwissenschaftlichen Fächer an den Universitäten gemäß den religiösen Werten zu überarbeiten und von westlichen Ideen zu reinigen. Für die Umsetzung dieses Auftrags wurden 14 Arbeitsgruppen geschaffen.

### Mitgliederzahlen
Zu den Mitgliederzahlen gibt es äußerst unterschiedliche Angaben: Offizielle Daten reichen von 13.639.722 über 15 Millionen bis hin zu über 20 Millionen Basidschis. Realistisch sind aber eher Angaben von vier bis fünf Millionen. Eine Studie aus dem Jahre 2005 des Center for Strategic and International Studies in Washington sprach noch von 90.000 aktiven „Vollzeit“-Basidschis, 300.000 Reservisten und der Möglichkeit, bis zu eine Million zu mobilisieren. Gemäß der Journalistin Natalie Amiri betrug im Jahr 2021 die Anzahl der registrierten Basidschimilizen ungefähr 450.000, die der nichtregistrierten Millionen. Oft agieren die Basidschimilizen, ebenso wie die Revolutionsgarde, in Zivil – etwa bei Straßenkontrollen.

### Wirtschaftliche Verflechtungen
In Iran ist das Militär tiefgreifend in die Wirtschaft involviert. Nach dem Ende des Irakkrieges war die wirtschaftliche Situation vieler Mitglieder der Basidsch prekär. Da diese als Kriegshelden galten, wurde 1992 die kooperative Basidsch-Stiftung (Bonyād-e Taʿāvon-e Basīǧ) gegründet, um für die Wohlfahrt der Mitglieder Sorge zu tragen. Die damalige Hardliner-Regierung unter Ali Akbar Hāschemi Rafsandschāni strebte eine Entpolitisierung des militärischen Establishments an und drängte es daher, sich an der Wirtschaft zu beteiligen. So wurde die Stiftung mit einer Reihe von Suborganisationen ausgebaut, die Basidsch-Mitglieder unterstützten, unter anderem bei der Einschreibung in Universitäten. Zugleich wurden staatseigene Unternehmen der Basidsch zugeteilt und Basidsch-Mitglieder erhielten Vorrang beim Aktienkauf von anderen Unternehmen bei deren Privatisierung. In den späten neunziger und frühen zweitausender Jahren versuchte der Reformerpräsident Chatami diese Entwicklungen wieder zurückzudrehen, musste seine Bemühungen auf Drängen der Hardliner jedoch wieder einstellen. Im neuen Jahrtausend wuchs auch deutlich die Zahl der staatlichen Infrastrukturprojekte, die die Basidsch verwirklichte und von denen sie finanziell profitierte. Dabei ist die Aufteilung häufig so, dass die Firmen der Revolutionsgarde Großprojekte verwirklichen und die Basidsch kleinere.
Neben dieser offiziellen Form der Teilhabe an der Wirtschaft gibt es auch eine informelle Form durch die zahlreichen der Basidsch gehörenden Firmen. Diese haben Einfluss in nahezu jedem Bereich der Ökonomie und profitieren zusätzlich vom Einsatz von Basidschis, deren Arbeit kostenlos ist, im Rahmen von deren Diensten auf eigenen Bauprojekten. Während dies auf offiziellen Projekten legal ist, nutzen Kommandanten diese Gratisarbeitskräfte häufig auch bei privaten Vorhaben. Ein weiterer illegaler Weg zur Profitmaximierung ist die Nutzung der hauseigenen Marktmacht zur Preismanipulation von Gütern, beispielsweise durch Monopole. Auch werden gelegentlich Firmen und Firmenanteile unter Vorschiebung von Sicherheitsbedenken weit unter Marktpreis gekauft.
Die günstige Arbeitsleistung, auf die die KBS zurückgreifen kann, unterminiert dabei die Privatwirtschaft und ist dabei auch häufig qualitativ minderwertig. Auch andere Tätigkeiten der Basidsch ziehen negative ökonomische Konsequenzen nach sich: So führt beispielsweise die konstante Bevorzugung von Basidschi-Studenten und -Professoren zu einer Reduktion der Qualität der Bildung an den Universitäten, da kompetentere Kandidaten Organisationsangehörigen weichen müssen. Auch in den Firmen der Basidsch werden Posten nicht durch Spezialisten, sondern nach Loyalität und Status in der Basidsch besetzt. So führt die ausgedehnte Rolle der Basidsch in der Wirtschaft zu Korruption, Ineffizienz, finanzieller Misswirtschaft und Monopolen.

## Rekrutierung
Von der Basidsch werden insbesondere Personen aus sozioökonomisch niedrigstehenden Gruppen rekrutiert. Aufgrund des Beitrittsalters ab elf Jahren und der für Jugendliche attraktiven Anreize wie universitären Optionen und Gruppenzugehörigkeit ist ein großer Teil der Basidschis sehr jung. Ca. 30 % von ihnen sind Schüler, auch wenn die Organisation einen noch höheren Anteil anstrebt. Hinzu kommt ein Anteil von ca. 6 %, die Studenten sind. Stichprobenartige Studien lassen vermuten, dass mehr als die Hälfte der Mitglieder unter 24 Jahre alt sind und etwa 70 % maximal einen Abschluss der Sekundarschule haben.

### Motive für den Beitritt
Während einige Rekruten der Basidsch aus ideologischen Gründen beitreten, liegt die Motivation für andere in der Suche nach Abenteuer und einer Gelegenheit, Aktivitäten abseits von Zuhause auszuüben. Der vielleicht wichtigste Grund aber sind materielle Anreize, die für Basidschis vielfältig verfügbar sind. Dazu gehören besonders Optionen zum sozioökonomischen Aufstieg. Insbesondere für Arbeiter und Angestellte sind materielle Anreize das primäre Motiv zum Beitritt. Besonders im Zusammenhang mit dem jugendlichen Alter der Rekruten ist auch der Wunsch nach Zugehörigkeit und der Glaube, eine identitätsstiftende Rolle gefunden zu haben, eine große Motivation für den Beitritt.

#### Materielle Vorteile und Privilegien
Nach dem Ersten Golfkrieg kamen neue Sozialleistungen der Regierung insbesondere Veteranen zugute. Dabei wurden die Basidschis, die sich freiwillig gemeldet hatten, gegenüber den Wehrpflichtigen in der regulären Armee bevorzugt. In der staatlichen Propaganda werden seither die Basidsch als Helden dargestellt, während die reguläre Armee eher unter der Perspektive präsentiert wird, dass sie einfach ihre Arbeit erledigt habe.
Die persönlichen Vorteile, mit denen Angehörige der Basidsch rechnen dürfen, umfassen unter anderem:
- Ausnahme von der Wehrpflicht
- Qualifikation für Darlehen
- Rechtsbeistand
- Eine Basidschquote bei Studienplätzen an inländischen Universitäten
- Stipendien für westliche Universitäten
- Jobsicherheit, Basidschis werden bei Vergabe bevorzugt und bei Kündigungen zurückgestellt
- Arbeit in Firmen, die von der Revolutionsgarde oder der Basidsch kontrolliert werden
- kostenfreie oder reduzierte Pilgerfahrten ins In- und Ausland, z. B. nach Mekka
- Bevorzugung im öffentlichen Leben, darunter z. B.:
  - Basidsch-exklusive Kurse an Universitäten
  - Rabatte auf Reisen
  - Günstigere Lebensmittel in nur für Basidschis zugänglichen Läden[85][86][87][88][89]

#### Networking
Neben den materiellen Vorteilen ist auch das Networking ein entscheidender Anreiz für die Mitgliedschaft. Die sozialen Beziehungen, die sich daraus ergeben, können zu konkreten Karrierevorteilen führen. Prominentes Beispiel dafür ist der ehemalige Präsident Mahmud Ahmadineschad, dessen erstes Kabinett zu mehr als der Hälfte aus Angehörigen der Basidsch-Unterorganisation der Professoren, der auch er angehörte, gebildet worden war.

### Rekrutierungsprozess
Die Rekrutierung läuft überwiegend über persönliche und familiäre Beziehungen ab. Basidschis werben persönlich Menschen an, die sie für geeignet halten. Dies geschieht im privaten Umfeld, beispielsweise in einer Moschee. Zuvor werden diese Menschen planmäßig einer Hintergrundüberprüfung unterzogen, für die es jedoch keine verbindlichen Standards gibt. So variiert das Maß der Untersuchung erheblich, häufig fällt sie oberflächlich aus oder entfällt vollständig. In einigen Fällen ist aber auch eine Empfehlung erforderlich. Bei einem späteren Wechsel des Status der Angehörigkeit zu Basidsch (regulär, aktiv, Kader- oder Spezial-) kommt es tendenziell zu einer erneuten, gründlicheren Überprüfung.
Im Anschluss an die Anwerbung muss nur ein Formular ausgefüllt und ein zwei- bis dreitägiges Training absolviert werden, dann ist der Rekrut reguläres Mitglied der Basidsch. Offiziell kann jeder Iraner unabhängig von Geschlecht, Religion, Ethnie oder Bildung beitreten, er muss nur ein Mindestalter von elf Jahren haben.

## Indoktrinierung
Seit den 1990er Jahren wird ein erhebliches Maß an Aufwand darauf verwandt, die Loyalität der Rekruten gegenüber dem iranischen Regime und der staatlichen Interpretation des Schiitentums zu erhöhen. Da die meisten Neumitglieder aufgrund der materiellen Vorteile beitreten, widmet sich das Training, das sie erhalten, fast nur dem ideologisch-politischen Training. Sie sollen loyal zum Regime stehen und dessen Anordnungen folgen, ohne sie zu hinterfragen.
Neumitglieder erhalten Kurse in islamischer Geschichte, Theologie, Ethik und Khomeinis politischer Philosophie. Der Lehrplan ist dabei aber nicht zentralistisch, sondern den Umständen und lokalen Vorlieben der Kommandanten angepasst. Lehrbücher sind ebenso teils vorhanden, andernorts nicht. Kritisches Hinterfragen und Diskussion der Inhalte ist dabei nicht erwünscht, es wird unterbunden. Anhand dieser Versuche können Vorgesetzte jedoch kritische Stimmen aussieben. Für das Aufsteigen in den aktiven Status ist weiteres, intensiveres Training dieser Art erforderlich. In diesen Trainings werden unter anderem Inhalte vermittelt, die die Tätigkeiten der Basidsch rechtfertigen. So wird unter anderem behauptet, die Aktivitäten der Miliz entsprächen dem göttlichen Willen; aber auch, dass die prodemokratischen Proteste gegen den Wahlbetrug 2009 genau wie vergleichbare Demonstrationen vom Westen inszeniert seien.
Diese Indoktrinierung wird noch verstärkt durch Nachrichtenorgane der Revolutionsgarden wie Basij News, die direkt zur Basidsch gehören. Die konstante Propaganda ist bei großen Teilen der Basidsch nicht erfolgreich, da sie als solche erkannt wird. Ein Teil der Mitglieder hingegen wird radikalisiert. Gerade diese radikalen Mitglieder führen zu einer Vertiefung der Kluft zwischen der Miliz und der Bevölkerung.